# Peltigera hydrothyria
Peltigera hydrothyria är en lavart som beskrevs av Miadl. & Lutzoni. Peltigera hydrothyria ingår i släktet Peltigera och familjen Peltigeraceae.   Inga underarter finns listade i Catalogue of Life.